# Per Nilsson (gimnastyk)
Per Elis Albert Nilsson (ur. 4 stycznia 1890 w Sztokholmie, zm. 18 czerwca 1964 tamże) – szwedzki gimnastyk, członek szwedzkiej drużyny olimpijskiej w 1912 roku.
Został złotym medalistą olimpijskim w 1912 roku na Letnich Igrzyskach Olimpijskich w Sztokholmie w gimnastyce w wieloboju drużynowym w systemie szwedzkim.